# Baltasar da Costa Pereira
 Baltasar da Costa Pereira  Ilha de São Miguel,Açores Portugal — 
Foi um militar português, foi-lhe concedido o Oficio de provedor do Fortaleza de São João Baptista, de Angra do Heroísmo em 9 de Setembro de 1642 e a pensão de 40$000 réis (moeda da altura) com o hábito da Ordem de Cristo, 29 de Julho de 1641. 